# Une cabane au fond des bois
Pour plus de détails, voir Fiche technique et Distribution.
Une cabane au fond des bois (Die Summe meiner einzelnen Teile) est un drame psychologique allemand réalisé par Hans Weingartner, sorti en 2011.

## Fiche technique
Sauf indication contraire, les informations mentionnées dans cette section peuvent être confirmées par la base de données cinématographiques IMDb,  présente dans la section « Liens externes ».
- Titre original : Die Summe meiner einzelnen Teile
- Titre français : Une cabane au fond des bois[1]
- Réalisateur : Hans Weingartner
- Scénario : Cüneyt Kaya (de), Hans Weingartner
- Photographie : Henner Besuch (de)
- Montage : Andreas Wodraschke, Dirk Oetelshoven
- Musique : Björn Wiese
- Sociétés de production : Kahuuna Films, Südwestrundfunk, Arte
- Pays de production :  Allemagne
- Langue de tournage : allemand
- Format : Couleur - 1,78:1 - Son Dolby Digital - 35 mm
- Durée : 117 minutes (1h57)
- Genre : Drame psychologique
- Dates de sortie :   
  - Brésil : 7 octobre 2011 (Festival international du film de Rio de Janeiro)
  - Royaume-Uni : 16 octobre 2011 (Festival du film de Londres)
  - Suède : 27 janvier 2012 (Festival international du film de Göteborg)
  - Allemagne : 2 février 2012 (dans les salles)
  - France : 19 mars 2014 (diffusé sur Arte)

## Distribution
- Peter Schneider (de) : Martin Blunt
- Henrike von Kuick (de) : Lena
- Timur Massold : Viktor
- Andreas Leupold (de) : le père de Martin
- Julia Jentsch : Petra
- Eleonore Weisgerber : Dr König
- Robert Schupp (de) : le chef du personnel
- Hans Brückner (de) : le garde forestier
- Marco Noack : le policier

## Tournage
Le tournage a lieu du 26 octobre 2009 au 11 décembre 2009 à Berlin et ses environs, à la frontière avec le Brandebourg.